# Bata (Stadt)
Bata ist die Hauptstadt der zu Äquatorialguinea gehörenden Festlandsregion Mbini und der Provinz Litoral sowie zweiter Sitz des nationalen Parlaments. Bata hatte 2015 etwa 290.000 Einwohner und ist die größte Stadt des Landes. Sie liegt am Atlantik und verfügt über den Flughafen Bata sowie einen Seehafen mit Fährverkehr nach Malabo und Douala. Seit 1965 ist die Stadt Sitz des römisch-katholischen Bistums Bata.

## Bevölkerungsentwicklung
Im Jahr 1907 war Bata ein kleiner spanischer Militärposten mit 137 Einwohnern, darunter 21 Spanier, neun Franzosen, vier Deutsche und drei Briten. 1983 zählte die Stadt bereits 24.400 Einwohner, bis 1994 verdoppelte sich die Zahl auf 50.000, im Jahr 2001 betrug sie 132.200 und stieg bis 2015 auf 290.000 Einwohner an.

## Klima
Durch die Nähe zum Äquator unterliegen die Temperaturen während des Jahres nur geringen Schwankungen. Die Durchschnittswerte liegen zwischen 24 °C im Juli und August und  26 °C im Februar und März. Der monatliche Niederschlag variiert jedoch stark. Er liegt im Juli und August bei nur 46–57 mm und im Oktober bei 424 mm. Die Luftfeuchtigkeit beträgt rund 80 %. Die Wassertemperaturen schwanken zwischen 26,4 °C und 29,4 °C.

## Paseo Marítimo

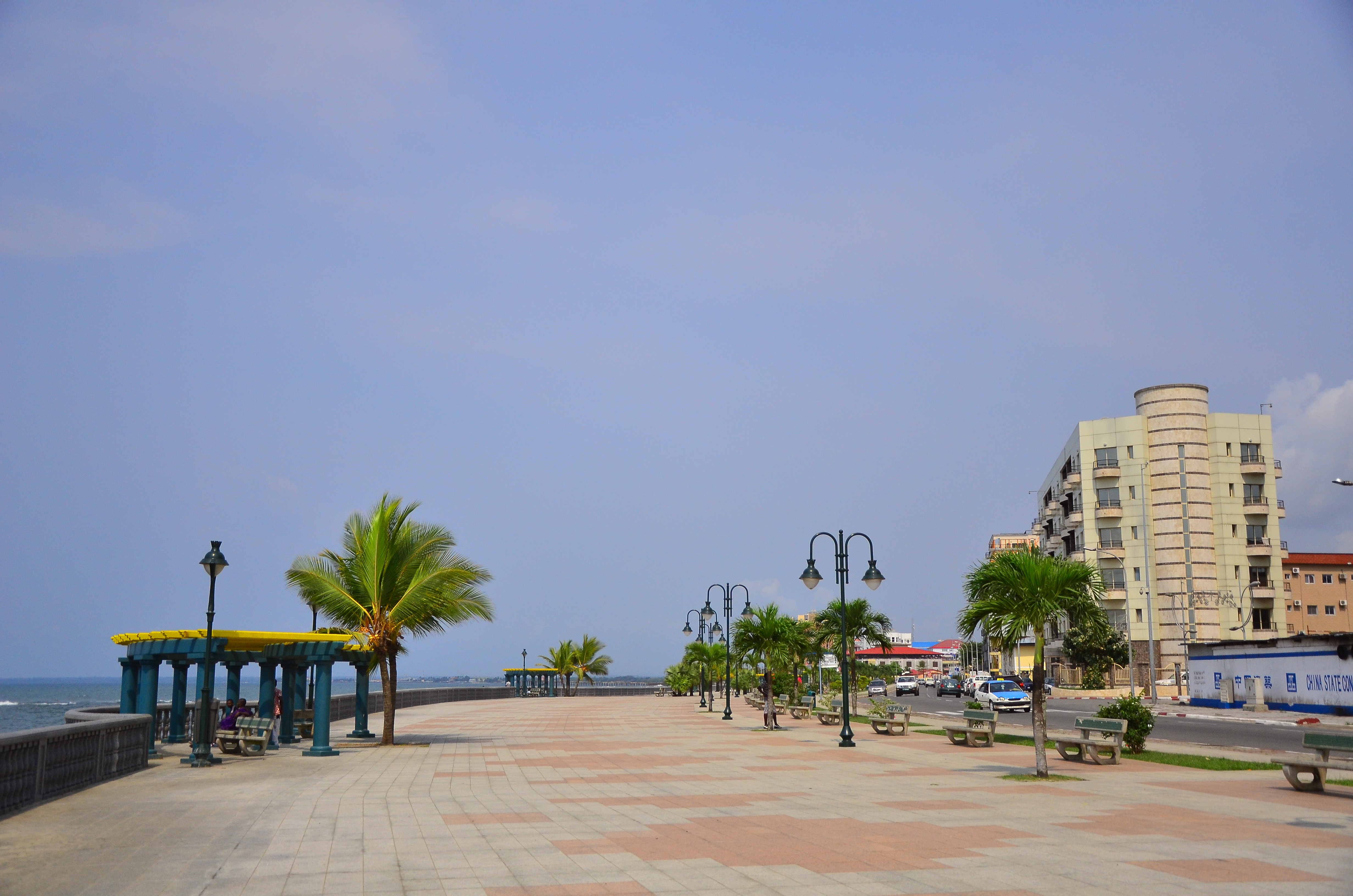
Paseo Marítimo

Die Uferpromenade Paseo Marítimo erstreckt sich auf einer Länge von 4,6 km entlang der Strände von Ukomba bis Iyubu. In der Mitte befindet sich der alte Hafen von Bata mit dem 63 m hohen, A-förmigen Torre de la Libertad, in dem sich ein Restaurant mit Panoramablick befindet.

## Hafen
Der Hafen von Bata ist der bedeutendste des Landes. Er übt eine wichtige Rolle beim Energie-, Güter- und Rohstofftransport in den kontinentalen Teil von Äquatorialguinea aus. Zwischen 2009 und 2019 wurde er von dem chinesischen Unternehmen China Road and Bridge Corporation auf 324.000 m² erweitert, mit einer Mole von 20.000 DTW sowie einer weiteren Mole von 50.000 DTW für insgesamt 11 Anliegeplätze. Die neu errichteten Gebäude umfassen eine Fläche von 22.000 m². Die Kosten beliefen sich auf eine Milliarde CFA-Franc und wurden vom Staat getragen. Er wurde am 30. Juli 2019 eingeweiht.

## Bildung
Die im Jahr 1995 gegründete Universidad Nacional de Guinea Ecuatorial (UNGE) verfügt auf ihrem Campus in Bata über die Fakultäten Medizin, Pädagogik, Ingenieurwesen sowie Geistes- und Religionswissenschaften. Es gibt jedoch, im Gegensatz zum Campus in Malabo, keine Studentenwohnheime.

## Sport

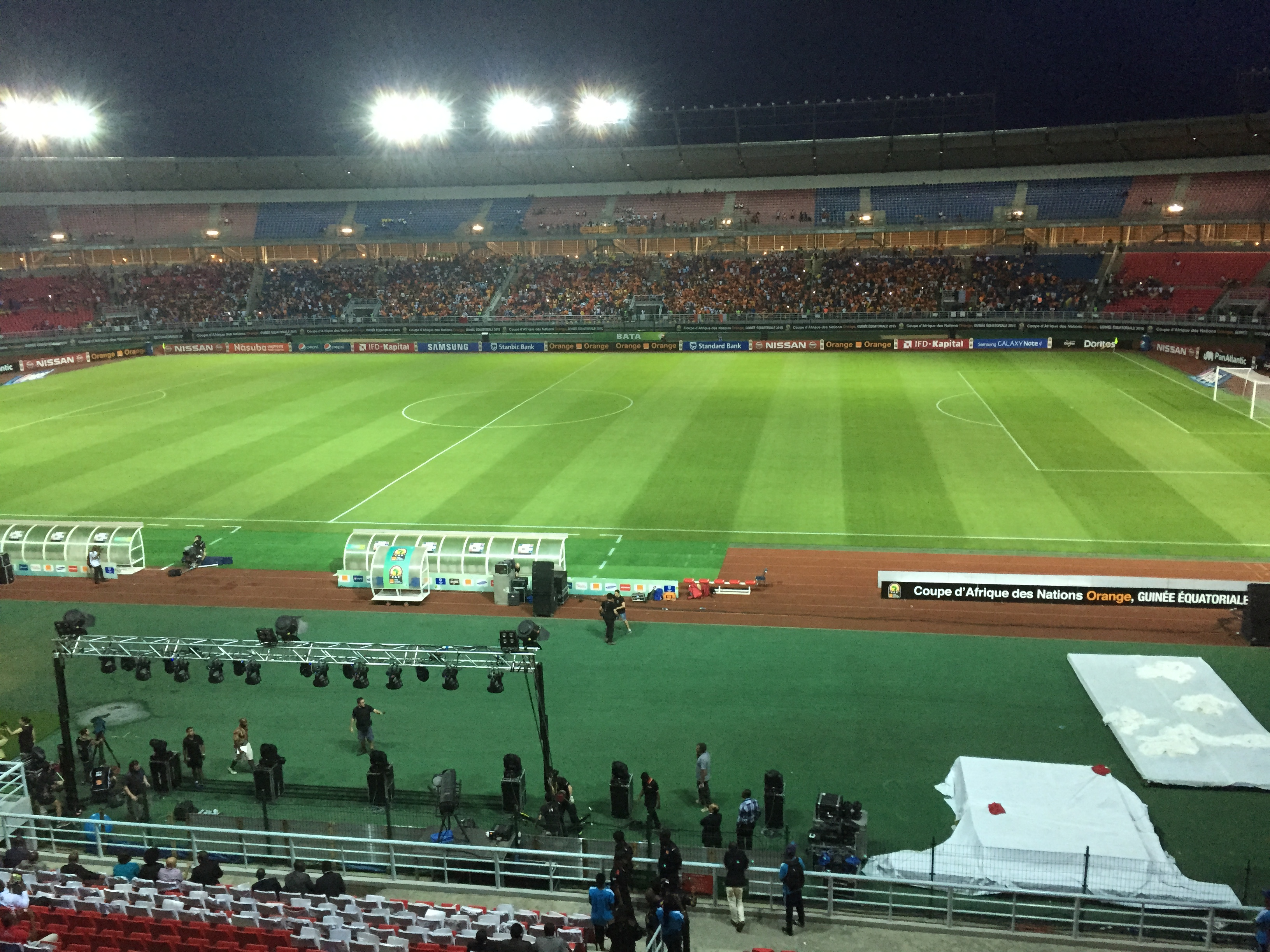
Fußballstadion in Bata

Das Estadio de Bata ist das größte Fußballstadion des Landes und war einer der Austragungsorte der Fußball-Afrikameisterschaften 2012 und 2015.

## Explosionskatastrophe von 2021
Am 7. März 2021 forderten vier Dynamit-Explosionen auf dem Militärstützpunkt Nkoa Ntoma mindestens 105 Todesopfer und über 600 Verletzte. Durch die Stoßwellen der Detonation wurden zahlreiche Häuser in Bata zerstört. Staatspräsident Teodoro Obiang Nguema Mbasogo führte die Katastrophe auf fahrlässig gelagerten Sprengstoff auf dem Stützpunkt zurück, der detonierte, nachdem Bauern in der Nähe ihre Felder gerodet und in Brand gesetzt hatten.

## Söhne und Töchter
- Rafael Reina (* 1961), Komponist
- Miguel Angel Nguema Bee (* 1969), römisch-katholischer Ordensgeistlicher, Bischof von Ebebiyin
- Ben Manga (* 1974), deutscher Fußballspieler